# ابن عبيدان
عبد الرحمن بن محمود بن محمد ابن عبيدان، المعروف بأبي الفرج زين الدين (675 - 734 هـ / 1276 - 1333 م)، هو فقيه حنبلي من أهل بعلبك. اشتهر بعلمه في أصول الفقه والحديث واللغة العربية، وكان معروفًا بتقواه وزهده.

## حياته
وُلد عبد الرحمن بن عبيدان في بعلبك عام 1276م، وتلقى علومه فيها، حيث أصبح فقيهًا حنبليًا بارزًا. عُرف بعلمه الواسع في أصول الفقه والحديث والعربية، واشتهر بتدينه وزهده في الحياة الدنيا.

## مؤلفاته
من أشهر مؤلفات ابن عبيدان:
- زوائد الكافي والمحرر على المقنع (في الفقه)
- المطلع على أبواب المقنع في الأحكام

## وفاته
توفي ابن عبيدان في بعلبك عام 1333م.